# Веслування на байдарках і каное на Європейських іграх 2023 — байдарки-одиночки, 200 метрів (чоловіки)
Змагання з веслування на байдарках-одиночках на дистанції 200 м серед чоловіків на Європейських іграх 2023 відбулися 22 - 23 червня 2023 року. Участь взяли 18 спортсменів з 18 країн.

## Призери
| Золото                      | Срібло                | Бронза                |
| Мессіас Баптіста Португалія | Петтер Меннінг Швеція | Робертс Акменс Латвія |

## Розклад
| Заїзд    | Дата      | Час   |
| -------- | --------- | ----- |
| Заїзд 1  | 22 червня | 10:35 |
| Заїзд 2  | 22 червня | 10:42 |
| Півфінал | 22 червня | 17:21 |
| Фінал    | 23 червня | 16:31 |

## Результати

### Заїзди
Перші три човни виходять до фіналу, наступні найкращі дев'ять човнів - потрапляють до півфіналу, інші - завершують змагання. 
| Місце | Доріжка | Каноїстка           | Країна             | Час    | Примітки |
| ----- | ------- | ------------------- | ------------------ | ------ | -------- |
| 1     | 4       | Марко Драгосавлевич | Сербія             | 34.494 | F        |
| 2     | 5       | Мессіас Баптіста    | Португалія         | 34.622 | F        |
| 3     | 3       | Андреа ді Ліберто   | Італія             | 34.632 | F        |
| 4     | 6       | Бадрі Кавелашвілі   | Грузія             | 34.966 | SF       |
| 5     | 7       | Карлос Гарроте      | Іспанія            | 35.080 | SF       |
| 6     | 1       | Стаф Мізрахі        | Ізраїль            | 35.964 | SF       |
| 7     | 8       | Йоона Майтінен      | Фінляндія          | 36.570 | SF       |
| 8     | 2       | Еміркан Аяклі       | Туреччина          | 37.000 | x        |
| 9     | 9       | Нікола Малескі      | Північна Македонія | 41.809 | x        |

| Місце | Доріжка | Каноїстка        | Країна    | Час    | Примітки |
| ----- | ------- | ---------------- | --------- | ------ | -------- |
| 1     | 5       | Робертс Акменс   | Латвія    | 34.707 | F        |
| 2     | 4       | Петтер Меннінг   | Швеція    | 34.763 | F        |
| 3     | 1       | Анзе Уранкар     | Словенія  | 34.979 | F        |
| 4     | 2       | Олександр Зайцев | Україна   | 35.107 | SF       |
| 5     | 8       | Гуннар Ейде      | Норвегія  | 35.123 | SF       |
| 6     | 3       | Макс Лемке       | Німеччина | 35.343 | SF       |
| 7     | 6       | Адам Варга       | Угорщина  | 35.579 | SF       |
| 8     | 9       | Якуб Заврел      | Чехія     | 36.159 | SF       |
| 9     | 7       | Крістос Матсас   | Греція    | 37.259 | x        |

### Півфінал[3]
Перші три човни виходять до фіналу, решта - завершують змагання.
| Місце | Доріжка | Каноїстка         | Країна    | Час    | Примітки |
| ----- | ------- | ----------------- | --------- | ------ | -------- |
| 1     | 4       | Олександр Зайцев  | Україна   | 35.809 | F        |
| 2     | 5       | Бадрі Кавелашвілі | Грузія    | 35.839 | F        |
| 3     | 3       | Гуннар Ейде       | Норвегія  | 35.889 | F        |
| 4     | 6       | Карлос Гарроте    | Іспанія   | 36.141 | x        |
| 5     | 7       | Макс Лемке        | Німеччина | 36.209 | x        |
| 6     | 1       | Адам Варга        | Угорщина  | 36.275 | x        |
| 7     | 2       | Стаф Мізрахі      | Ізраїль   | 36.741 | x        |
| 8     | 9       | Якуб Заврел       | Чехія     | 37.311 | x        |
| 9     | 8       | Йоона Майтінен    | Фінляндія | 37.741 | x        |

### Фінал[4]
| Місце | Доріжка | Каноїстка           | Країна     | Час    | Примітки |
| ----- | ------- | ------------------- | ---------- | ------ | -------- |
| 1     | 3       | Мессіас Баптіста    | Португалія | 36.845 |          |
| 2     | 6       | Петтер Меннінг      | Швеція     | 37.179 |          |
| 3     | 4       | Робертс Акменс      | Латвія     | 37.189 |          |
| 4     | 5       | Марко Драгосавлевич | Сербія     | 37.209 |          |
| 5     | 2       | Анзе Уранкар        | Словенія   | 37.335 |          |
| 6     | 7       | Андреа ді Ліберто   | Італія     | 37.363 |          |
| 7     | 8       | Олександр Зайцев    | Україна    | 37.535 |          |
| 8     | 1       | Бадрі Кавелашвілі   | Грузія     | 37.653 |          |
| 9     | 9       | Гуннар Ейде         | Норвегія   | 38.075 |          |